# Répressions staliniennes en Arménie
 (novembre 2023).
Les informations dans cet article sont mal organisées, redondantes, ou il existe des sections bien trop longues. Structurez-le ou soumettez des propositions en page de discussion.
Avec le temps, il arrive que le contenu présent dans un article devienne désordonné. Il est souvent nécessaire de réorganiser l'article de fond en comble.
- Il faut tout d’abord répartir le contenu de l'article en plusieurs sections. Les informations doivent ensuite être exposées clairement et le plus synthétiquement possible, regroupées par sujet afin d'éviter les doublons. Quelqu'un cherchant une information précise doit pouvoir la trouver rapidement en lisant la section appropriée.
- À l'intérieur de chaque section, le texte, souvent initialement sous la forme de phrases éparses, doit être regroupé dans des paragraphes de quelques lignes, en assurant un enchaînement logique et une cohérence entre les phrases.
- Lorsque l'article ou l'une de ses sections développe trop longuement un point qui n'est pas dans le cœur du sujet traité, il convient de faire une synthèse et de transférer l'ancien contenu dans des articles plus appropriés (en cas de transfert, il faut impérativement respecter la procédure Aide:Scission).

Si vous pensez que ces points ont été résolus, vous pouvez retirer ce bandeau et améliorer le plan d'un autre article.
 (novembre 2023).
La mise en forme du texte ne suit pas les recommandations de Wikipédia : il faut le « wikifier ».
Les points d'amélioration suivants sont les cas les plus fréquents. Le détail des points à revoir est peut-être précisé sur la page de discussion.
- Les titres sont pré-formatés par le logiciel. Ils ne sont ni en capitales, ni en gras.
- Le texte ne doit pas être écrit en capitales (les noms de famille non plus), ni en gras, ni en italique, ni en « petit »…
- Le gras n'est utilisé que pour surligner le titre de l'article dans l'introduction, une seule fois.
- L'italique est rarement utilisé : mots en langue étrangère, titres d'œuvres, noms de bateaux, etc.
- Les citations ne sont pas en italique mais en corps de texte normal. Elles sont entourées par des guillemets français : « et ».
- Les listes à puces sont à éviter, des paragraphes rédigés étant largement préférés. Les tableaux sont à réserver à la présentation de données structurées (résultats, etc.).
- Les appels de note de bas de page (petits chiffres en exposant, introduits par l'outil «  Source ») sont à placer entre la fin de phrase et le point final[comme ça].
- Les liens internes (vers d'autres articles de Wikipédia) sont à choisir avec parcimonie. Créez des liens vers des articles approfondissant le sujet. Les termes génériques sans rapport avec le sujet sont à éviter, ainsi que les répétitions de liens vers un même terme.
- Les liens externes sont à placer uniquement dans une section « Liens externes », à la fin de l'article. Ces liens sont à choisir avec parcimonie suivant les règles définies. Si un lien sert de source à l'article, son insertion dans le texte est à faire par les notes de bas de page.
- La présentation des références doit suivre les conventions bibliographiques. Il est recommandé d'utiliser les modèles {{Ouvrage}}, {{Chapitre}}, {{Article}}, {{Lien web}} et/ou {{Bibliographie}}. Le mode d'édition visuel peut mettre en forme automatiquement les références.
- Insérer une infobox (cadre d'informations à droite) n'est pas obligatoire pour parachever la mise en page.

Pour une aide détaillée, merci de consulter Aide:Wikification.
Si vous pensez que ces points ont été résolus, vous pouvez retirer ce bandeau et améliorer la mise en forme d'un autre article.

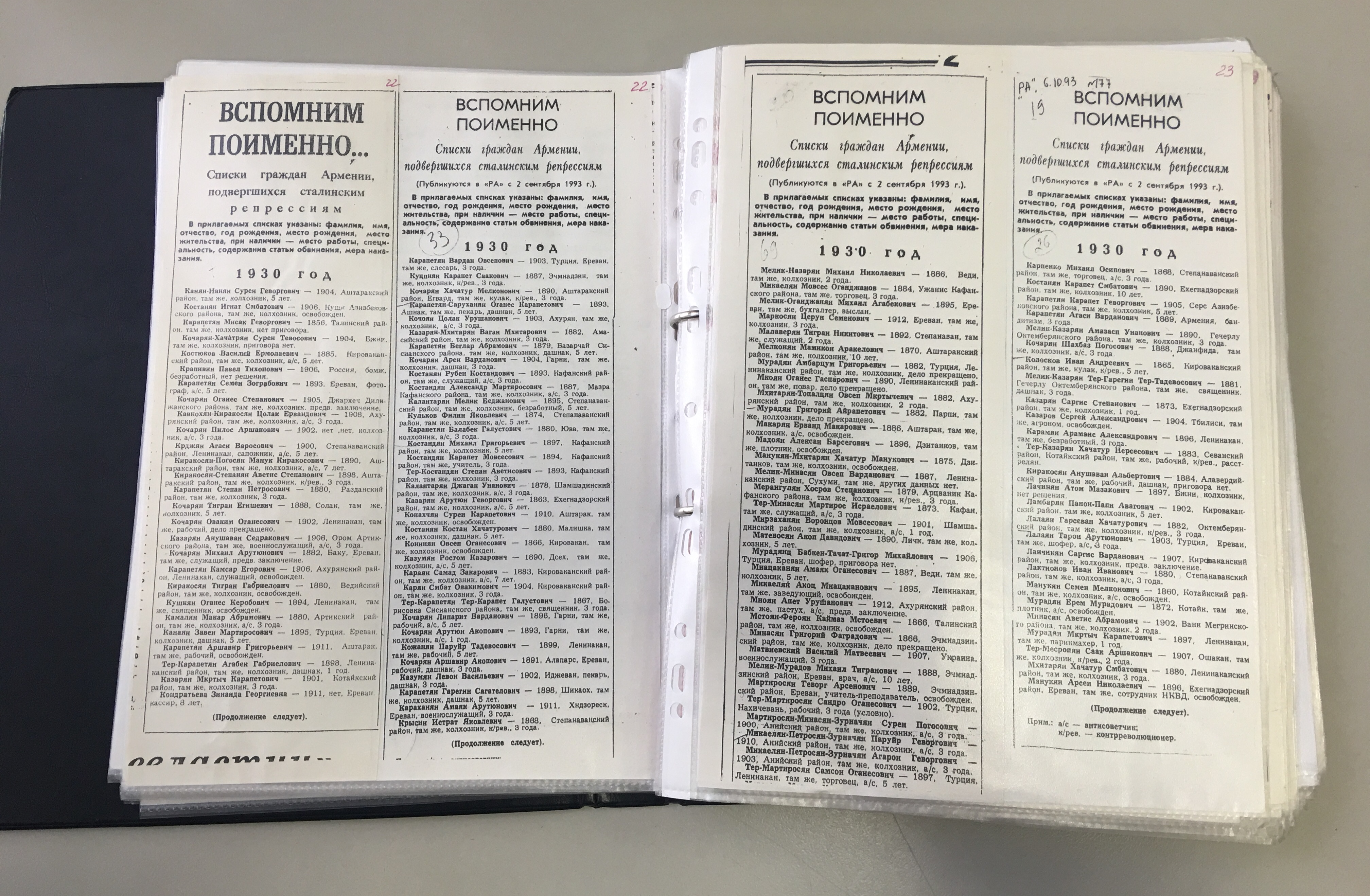
Extrait du recueil « Listes des citoyens arméniens exposés aux répressions staliniennes (1930-1938) » compilé à partir de divers numéros du journal « Respublika Arménie », Centre Sakharov

Les répressions staliniennes en Arménie (en russe : Сталинские репрессии в Армении) sont des répressions politiques de masse qui ont eu lieu en république socialiste soviétique d'Arménie dans les années 1920-1950, et qui touchent l'ensemble de la population arménienne, que ce soit les dirigeants politiques, le clergé, l'intelligentsia, et les paysans riches (koulaks). Les répressions englobent la persécution des personnes soupçonnées d'activités contre-révolutionnaires, d'espionnage, de propagande antisoviétique, ainsi que la persécution des koulaks qui faisaient, selon le régime, obstacle à la collectivisation des terres et au déplacement forcé de la population.
La terreur de masse atteint son apogée dans la période allant de 1936 à 1938, appelée les Grande Purges ; elles sont menées avec la participation des organes du NKVD, selon les instructions des organes supérieurs.

## Généralités
L’étude des répressions staliniennes en Arménie a commencé au début des années 1990, lorsque les archives pertinentes du ministère de la Sécurité nationale de la République d’Arménie ont été ouvertes. Au cours de ces années, des études ont été publiées sur de nombreuses personnes victimes de violences (articles de M. Avetisyan, A. Virabyan, A. Sakanyan, A. Hovhannisyan, K. Khalatova, St. Gharibjanyan, D. Gasparyan et d'autres ), mais le phénomène n'a pas été complètement analysé,,. De précieux documents relatifs à l'Église apostolique arménienne de cette période ont également été publiés. Un projet mis en place par l'ethnographe arménienne Hranush Kharantyan intitulé "Armenia totalitaris" a été mis en place en 2012.

### Nombre de victimes
Les répressions staliniennes en Arménie ont fait de nombreuses victimes dans les années 1930 et le 14 juin 1949 avec la déportation de plus de 14 000 personnes vers l'Altaï.  En tout sur la période 1920-1953 on estime que le nombre de victimes du stalinisme en Arménie s'élève à 300 000 personnes, la dernière vague de terreur quant à elle de 1949 à 1953 montrera que l'Arménie accuse un déficit démographique de 150 000 habitants montrant ainsi l'ampleur des répressions sur la période s'étendant de 1920 à 1953.

## L'occupation de l'Arménie par l'Armée rouge et les répressions de 1920 à 1936.

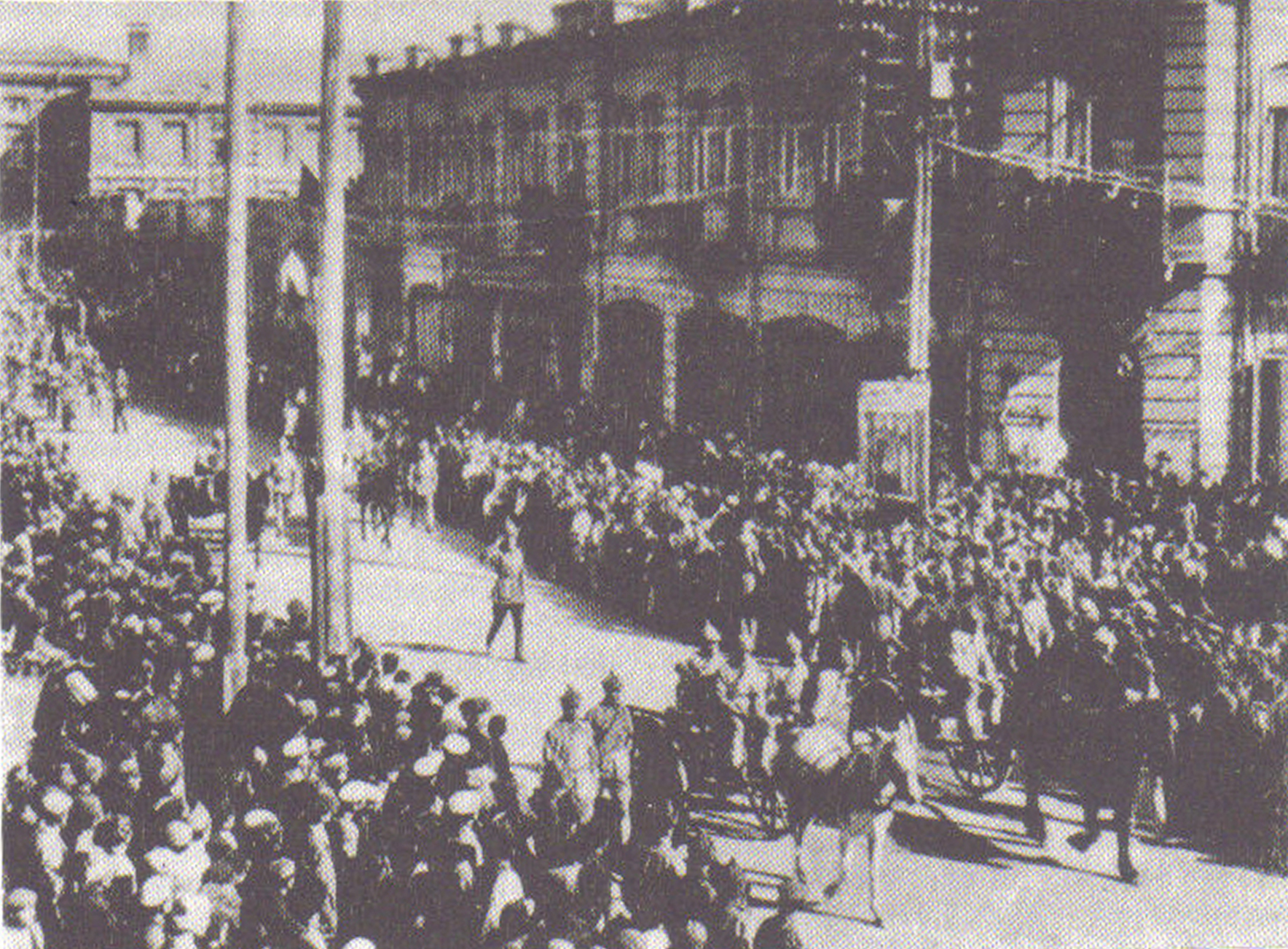
L'Armée rouge occupe Erevan, novembre 1920.

Fondée en mai 1918, la République d'Arménie, fut le premier État arménien indépendant depuis la chute du royaume arménien de Cilicie en 1375, elle fut envahie par la Russie deux ans plus tard, le 29 novembre 1920. Après avoir occupé la République d’Arménie et établi le régime soviétique, le gouvernement russe a été confronté quelques mois plus tard à la guerre civile. L’insurrection de février 1921 fut réprimée par l’armée russe après un bref succès. En 1922, après la formation de l’URSS, l’Arménie est devenue l’une des républiques de cet État. À partir de ce moment et jusqu'en 1991, l'histoire ultérieure de l'Arménie devient indissociable de l'histoire de cette dictature, avec ses particularités nationales et locales  .
Les répressions politiques menées en Union soviétique entre les années 1920 et 1953 ont eu de profondes répercussions sur la société et sur le développement futur du pays. À cette époque, l'Arménie, occupée par la Russie soviétique, était l'une des républiques de l'URSS et souffrait donc pleinement des horreurs de la répression stalinienne. Dans la seconde moitié des années 1920, dans les années 1930 et en 1949, les vagues successives de répressions staliniennes en URSS ont ébranlé à la fois l'État soviétique et l'Arménie.
Durant les années 1920, dans le domaine socio-économique en Arménie, ainsi que dans toute l'URSS, des tentatives ont été faites pour résoudre les problèmes immédiats auxquels la république était confrontée, la Nouvelle politique économique, a été introduite, mais elles n'a pas aboutie.
La lutte politique interne qui a commencé en Union soviétique dans la seconde moitié des années 1920 a également eu ses manifestations en Arménie, mais avant cela, en 1921-1922, les premières manifestations de violence de masse ont été enregistrées en Arménie : 1 400 anciens officiers de la Première république d'Arménie, dont les généraux Tovmas Nazarbekyan, Movses Silikyan et d'autres, ont été internés dans la ville russe de Riazan.
Dans les années suivantes, le « danger » de la FRA (parti politique anti-soviétique) était toujours présent pour les autorités de l'Arménie soviétique. Dans les années 1920, la majorité des affaires menées au sein de la Commission extraordinaire arménienne, puis du parti communiste, concernaient d'anciens dirigeants de la confédération ou des membres d'organisations clandestines de la confédération. Selon les archives du ministère de l'Intérieur de la République d'Arménie, en 1920-1930, 1 246 personnes ont été condamnées pour des raisons politiques en Arménie, dont 52 personnes ont été emprisonnées pendant 1 an, 98 personnes pendant 2 ans, 545 personnes pendant 3 ans, 87 personnes pendant 5 ans, 14 personnes pendant 10 ans, 1 personne pendant 15 ans, 44 personnes ont été abattues et 301 personnes ont été libérées pour diverses raisons. La plupart des condamnés étaient des paysans, le reste - 51 soldats, 33 fonctionnaires, 27 éducateurs, 12 ecclésiastiques, 2 écrivains, 1 critique littéraire, 2 médecins, 1 secrétaire du comité régional, 1 président du conseil de village, 3 étudiants.
La liste des condamnés par région est la suivante:
297 personnes d'Erevan, 227 personnes de Gyumri, 89 personnes d'Etchmiadzin, 58 personnes de Yeghegnadzor, 41 personnes de Gavar, 38 personnes de Goris, 33 personnes d'Ashtarak, 33 personnes de Dilidjan., 23 personnes de Garni, 21 personnes de Kapan, 19 personnes d'Artashat, 14 personnes de Hoktemberyan, 11 personnes de Meghri,
Outre ces victimes, dans les années 1920, les cas de découverte de plusieurs groupes de bandits, tel le cas de G. Khudoyan, leader des spécificités arméniennes, le critique littéraire David Ter-Danielyan, accusé de trotskisme. Il convient également de noter les cas contre des membres de l'Église, parmi lesquels se distinguent les cas de l'évêque Srapion Samuelyan, du révérend Nerses Akinyan de l'Église catholique et de Raphaël Melik-Adamyan, chef de la communauté de l'Église évangélique de Gyumri.
Il faut également souligner que la FRA, qui a finalement été interdite en Arménie en 1923, a poursuivi sa lutte pratique contre la dictature soviétique depuis l'étranger dans les années 1920 et que pendant cette période, le parti communiste a réellement révélé ses actions sur le territoire de la république. Selon l'historien Armenak Manukyan, on peut conclure de l'étude des archives du ministère de l'Intérieur de la RA que les dossiers compilés dans les années 1920, presque sans exception, sont basés sur des données fiables, ce qui ne peut pas être dit des dossiers de la seconde moitié des années 1930, où prédominent les dossiers fabriqués de toutes pièces. Premièrement, la commission extraordinaire d'Arménie recherchait d'anciens militants de l'ARF, ce qui était une conséquence logique du soulèvement de février. Ainsi, en 1921, le sous-officier Aavetis Dadayants, qui servait dans l'armée de Garegin Nzhdeh, faisait partie de l'escouade anti-espionnage dirigée par les Japonais (Armenak Paronyan) fut arrêté et fusillé. le même sort fut réservé au chef du groupe Yapon, arrêté en juillet 1924 à Zanguezur. Selon le témoignage de l'historien Armenak Manukyan, les documents des affaires racontent qu'en 1918, où il dirigeait une division de cavalerie, puis il s'installa dans le Caucase du Nord et servit dans le contre-espionnage de l'armée de Dénikine, et après le Après la défaite de ce dernier, il s'installe à Zanguezur, où il est d'abord commandant de compagnie, puis, en direction de Kapan, commandant du front militaire. Après l'entrée de l'Armée rouge à Zanguezur en 1920, il fut envoyé à Bakou avec plusieurs officiers, d'où ils furent exilés sur l'île de Nargen. De là, il s'échappe et se retrouve à Erevan, puis à Zanguezur, et est nommé par Nzhdeh à la patrouille de Sisian, puis devient chef du contre-espionnage, où il « détruit de nombreux communistes ».
En tant qu'ancien membre de la FRA, participant au soulèvement de février 1921 , Armenak Baghdasaryan fut déporté à Petrozavodsk pendant deux ans à partir de 1922, comme "éléments nuisibles à l'Arménie et combattant actif du Dashnaktsutyun" : Ruben Tatoyan, Aram Oganezov, Aleksan Elizbaryan et Mikayel Ohanyan, furent condamnés à une peine de 5 ans. À l'été 1922, Levon Meliksetyan, qui a combattu dans le 2e détachement de volontaires arméniens de Drastamat Kanayan, a été arrêté et emprisonné pendant cinq ans, pendant trois ans - un volontaire du même détachement, le porte-drapeau Khachatur Shahbazyan, et pendant deux ans - le commandant de compagnie du premier détachement de volontaires arméniens d'Andranik, Hovhannes Akheyan . En 1922, 16 personnes soupçonnées d'avoir participé au meurtre de Djemal Pacha à Tbilissi ont été arrêtées, 14 d'entre elles ont été libérées et Mavarsh Basentsyan et Hovhannes Gulkhandaryan, l'un des proches d'Andranik Ozanian, ont été déportés en Russie pendant 5 ans. Selon le témoignage de l'historien Armenak Manukyan, les soupçons mentionnés ci-dessus contre ceux qui n'ont pas été arrêtés dans cette affaire ne sont pas confirmés .
En 1924, cinq membres de l'ARF clandestine furent arrêtés à Erevan, parmi lesquels Zazik Baghramyan et Arshak Sarukhanyan étaient membres du Comité central de l'organisation d'Erevan. Dans un premier temps, ils furent condamnés à l'exil pour différentes durées (1 à 5 ans), mais ils furent libérés en juin 1925, leur interdisant de vivre en Transcaucasie et dans les grandes villes de l'URSS pour une durée de 3 ans. En novembre 1927, 59 personnes furent arrêtées dans la région d'Echniatsin, accusées d'être membres de la clandestinité de l'ARF. 5 d'entre eux sont libérés parce que le crime ne peut être prouvé, 1 en raison de leur statut social, 4 en raison de leur âge, et les autres sont condamnés à 3 ans d'exil.
Le cas d'Alexandre Yesayan, étudiant à l'université d'Erevan, arrêté dans le train reliant le Nakhitchevan à Erevan en mai 1927, est remarquable. En fait, il était le messager clandestin de la Fra et a été condamné à 3 ans d'exil. En 1928, une organisation confédérale de 12 membres dirigée par Mikael Melik-Muradov fut créée à Erevan. Il est emprisonné pendant 10 ans, et les autres pendant 3 à 5 ans. Fin 1929, 35 membres de l'ARF clandestine ont été arrêtés à Erevan, dont le chef était Grigor Mokatsi, et peu de temps après, 33 personnes ont été arrêtées dans la région d'Etchmiadzine, etc.. Tout cela est compréhensible, comme le conclut l'historien Armenak Manukyan, l'arrestation et la peine de longue durée (10 ans) de Vahag Muradyan, Mikayel Dodokhyan, Grigor Khachatryan et Grigor Yeramov, anciens officiers du renseignement et du contre-espionnage de l'état-major de l'armée. Armée alliée en juillet 1927  . Il est indiqué dans l'acte d'accusation qu'ils sont accusés de « mener des activités contre-révolutionnaires actives pendant la période de la Confédération et des activités d'espionnage au profit des Britanniques à d'autres moments ».
En Arménie, au début des années 1920, Gegham Khudoyan, vice-président du conseil d'administration de la société agricole "Zangi", exilé pendant 2 ans, et l'enseignant Mir-Husein Mir-Baghirov, exilé pendant 3 ans, ont également été accusés d'espionnage pour leurs relations avec le consulat turc.
Au début des années 1920, notamment au printemps 1923, 10 personnes, une « bande politique clandestine », dirigée par Poghos Simonyan, furent arrêtées alors qu'elles tentaient de traverser clandestinement la frontière. L'Agence nationale de sécurité a reçu les premières informations sur ce groupe depuis la résidence de Tabriz, d'où il a été signalé que les participants actifs au soulèvement de février traverseraient la frontière. Cette fois, le verdict des autorités soviétiques fut plus sévère, et 2 membres du groupe furent condamnés à être fusillés, et les autres à 2 à 5 ans de prison.

## Répression de l'Eglise d'Arménie.
Déjà soumise à des restrictions pendant la période tsariste en Arménie orientale, l' Église arménienne s'attire dès la soviétisation de l'Arménie en décembre 1920 les foudres du nouveau régime communiste. Intégralement anéantis par le génocide arménien de 1915 en Turquie elle est mise sous pression dès la soviétisation en décembre 1920.
Le 17 décembre 1920 le revkom d'Arménie publie un décret déclarant que toutes les propriétés éducatives et culturel de l'Église revenait au commissariat à l'éducation. À partir de février 1921, les Bolcheviks commencent à organiser une campagne anti-religieuse massive contre l'Église apostolique d'Arménie après que cette dernière ait soutenu la rébellion de 1921 visant à renverser le régime soviétique, une "Église libre" parallèle est en même temps mise en place en 1922, elle vise à saper l'autorité spirituelle du catholicos d'Etchmiadzin. En 1929 la législation soviétique sur la religion accentue alors la pression soviétique sur l'Église, tandis que le prosélytisme religieux devient interdit, au même moment le "grand tournant" signifie le début d'une lutte physique contre l'Église avec la destruction du bas clergé, il ne reste alors que 20 moines.

## La Grande Terreur de 1937 et 1938 en Arménie
Les principales conséquences de la vie politique interne de l'URSS dans les années 1920 furent l'expulsion de Léon Trotsky du pays et l'écrasement du trotskisme. Staline, utilisant même la situation économique difficile du pays pour atteindre ses objectifs, commet les premières violences de masse dans le pays dès la fin de 1929 et surtout au début des années 1930, (le grand tournant) parallèlement à la mise en œuvre du vaste programme de collectivisation. En même temps ont eu lieu les premiers procès politiques, au cours desquels, l'un après l'autre, Staline a éliminé de l'arène ses rivaux politiques potentiels (tels Kamenev et Zinoviev ou encore Tomski pour exemple).
Pour des raisons évidentes, les événements survenus en Arménie dans les années 1930 n’ont pas encore été correctement étudiés. Tout d’abord parce que pendant les années de la dictature soviétique, de nombreux documents d’archives liés à cette période ont été fermés. Depuis la restauration de l'indépendance de la République d'Arménie, il existe de nombreuses archives (anciennement archives secrètes du Service de sécurité nationale de la République d'Arménie, du Ministère de l'Intérieur de la République d'Arménie et du Ministère de l'Intérieur et des Communications de la République d'Arménie), qui offrent l'occasion de couvrir de manière approfondie et approfondie cette période de l'histoire moderne de l'Arménie.
Au début des années 1930, en URSS ainsi qu'en Arménie un vaste mouvement de collectivisation eu lieu, au cours duquel la violence débuta. Après une certaine interruption, elles devinrent plus étendues et plus brutales en 1937-1938, recevant le nom de Grande Terreur, lorsque la dictature de Staline fut finalement consolidée. Malgré le fait que l'estimation du nombre de répressions en URSS dans les années 1930 soit extrêmement différente, selon les publications de ces dernières années, basées sur des données d'archives, ce nombre atteint 6 à 7 millions de personnes. En Arménie la grande purge commence avec l'assassinat d'Aghasi Khanjian par Béria en 1936 et culmine durant la semaine du 15 au 21 septembre 1937
En particulier, en 1937-1938 , 1,4 million de personnes furent victimes de la répression. La commission spéciale créée sous la direction de Pospelov note qu'en 1935-1940, 1 600 000 personnes ont été arrêtées pour activités antisoviétiques dans le pays, et 688 503 ont été abattues. L'historien Armenak Manukyan, sur la base d'une étude menée dans le fonds des dossiers clos des archives du ministère de l'Intérieur de la République d'Arménie, dresse un tableau complet de l'ampleur de ces violences et châtiments en Arménie. Ainsi, les chiffres fournis par Manukyan montrent que 14 904 Arméniens furent victimes de la Grande Terreur en 1930-1938, dont la majorité, 8 837 personnes, furent exécutées en 1936-1938  .
| date    | Le nombre d'opprimés | 3 années | 5 années | 8 années | 10 années | Tournage | Camps correctionnels | Camps de concentration | Ils ont été libérés |
| ------- | -------------------- | -------- | -------- | -------- | --------- | -------- | -------------------- | ---------------------- | ------------------- |
| 1930    | 1802                 | 367 :    | 222 :    | 452 :    | 47 :      | 80 :     | 156 :                | 270 :                  | 225 :               |
| 1931    | 1464                 | 366 :    | 238 :    | 452 :    | 51 :      | 13h00    | 27h00                | 181 :                  | 155 :               |
| 1932    | 852 :                | 161 :    | 42 :     | 302 :    | 14h00     | 2 :      | 60 :                 | 124 :                  | 171 :               |
| 1933 :  | 1497                 | 216 :    | 78 :     | 848 :    | 16h00     | 9h00     | 70 :                 | 56 :                   | 388 :               |
| 1934    | 122 :                | 30h00    | 7h00     | 60 :     | 2 :       | 2 :      | 10h00                | -                      | 14h00               |
| 1935    | 330 :                | 52 :     | 30h00    | 135 :    | 17h00     | 2 :      | 52 :                 | -                      | 41 :                |
| 1936    | 733 :                | 159 :    | 165 :    | 245 :    | 14h00     | 1:       | 138 :                | 1:                     | 40h00               |
| 1937    | 4951                 | 50 :     | 209 :    | 619 :    | 749 :     | 3140 :   | 431 :                | 1:                     | 67 :                |
| 1938    | 3153                 | 29h00    | 103 :    | 649 :    | 823 :     | 1390     | 304 :                | 1:                     | 65 :                |
| Général | 14904                | 1494     | 1094     | 3651     | 1721      | 4639     | 1248                 | 634 :                  | 1166                |

Comme on peut le constater, le nombre de punitions est particulièrement élevé en 1937-1938, lorsque 8 104 personnes ont été victimes de violences .
Le deuxième tableau montre la liste des accusations portées contre les accusés en Arménie. Comme l'a noté l'historien Armenak Manukyan , les accusations de "dachnakisme" ou d'activités trotskystes, que l'on retrouve le plus souvent dans les dossiers d'archives pertinents, étaient absentes du code pénal de l'URSS de ces années-là. Les accusations mentionnées relevaient principalement de l'article « Crimes contre-révolutionnaires » du premier chapitre de la partie spéciale du code pénal.
| date    | Activité antisoviétique | Activité alliée | Activité contre-révolutionnaire | Banditisme | Trotskysme | Anti-poulain. activité | Espionnage | Terrorisme | Propagande nationaliste |
| ------- | ----------------------- | --------------- | ------------------------------- | ---------- | ---------- | ---------------------- | ---------- | ---------- | ----------------------- |
| 1930    | 391 :                   | 298 :           | 71 :                            | 33 :       | 1:         | 1:                     | -          | 2 :        | -                       |
| 1931    | 227 :                   | 200             | 7h00                            | 16h00      | 4 :        | 7h00                   | 17h00      | -          | -                       |
| 1932    | 144 :                   | 118 :           | 6h00                            | 20h00      | 1:         | 6h00                   | 3 :        | -          | -                       |
| 1933 :  | 202 :                   | 53 :            | 24h00                           | 7h00       | 4 :        | 14h00                  | 3 :        | 1:         | -                       |
| 1934    | 21h00                   | 2 :             | 8 heures                        | -          | -          | -                      | -          | -          | -                       |
| 1935    | 76 :                    | 2 :             | 16h00                           | 1:         | 9h00       | -                      | 1:         | 1:         | -                       |
| 1936    | 214 :                   | 7h00            | 50 :                            | 17h00      | 89 :       | 2 :                    | 8 heures   | 1:         | -                       |
| 1937    | 2266                    | 971 :           | 345 :                           | 102 :      | 60 :       | 48 :                   | 37 :       | 6h00       | 8 heures                |
| 1938    | 1463                    | 362 :           | 163 :                           | 58 :       | 49 :       | 30h00                  | 44 :       | 2 :        | 1:                      |
| Général | 5004                    | 2013 :          | 690 :                           | 254 :      | 217 :      | 108 :                  | 101 :      | 13h00      | 9h00                    |

## Répression d'Arméniens dans les autres républiques de l'URSS
Pour le moment, il n'est toujours pas possible de présenter pleinement les répressions contre les Arméniens sur tout le territoire de l'URSS, notamment de préciser leur nombre, mais les plus célèbres d'entre eux sont Hayk Bjichkian (Gai), V. Ter-Vahanyan, S. Khudyakov (A. Khamperyants), A. Melik-Shahnazarov, N. Avsharov, S. Ter-Grigoryan et autres. On sait que les Arméniens vivaient dans presque toutes les républiques de l'URSS, notamment en Russie, en Géorgie et en Azerbaïdjan  .
Il faut également souligner que la FRA, qui a finalement été vaincue en Arménie après le soulèvement de février, a poursuivi sa lutte pratique contre la dictature soviétique depuis l'étranger dans les années 1920 et que pendant cette période, le parti communiste a réellement révélé ses actions sur le territoire de La république. Selon l'historien Armenak Manukyan, on peut conclure de l'étude des archives du ministère de l'Intérieur  que les dossiers compilés dans les années 1920, presque sans exception, sont basés sur des données fiables, ce qui ne peut pas être dit des dossiers de la seconde moitié des années 1930, où prédominent les dossiers fabriqués de toutes pièces. Premièrement, la commission extraordinaire d'Arménie recherchait d'anciens militants de l'ARF, ce qui était une conséquence logique du soulèvement de février.

## Mémoire des répressions

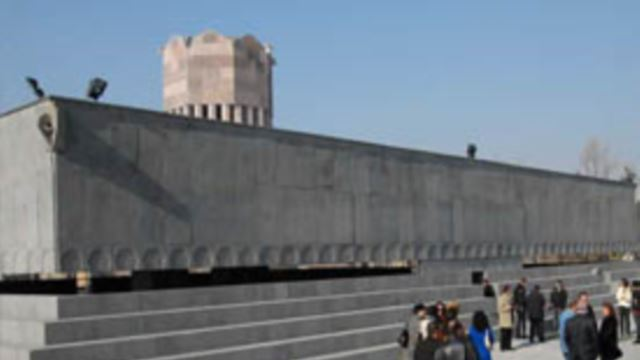
Mémorial des opprimés à Erevan

Le 14 juin 1999, la loi de la République d'Arménie "Sur les réprimés" a été adoptée. Le 14 juin 1999, à l'occasion de la célébration du 50e anniversaire des déportations massives de l'année 1949, le gouvernement de la République d'Arménie a déclaré ce jour-là jour du souvenir des réprimés, une pierre commémorative a été placée à l'endroit du futur monument en construction afin de perpétuer la mémoire des victimes. Ce monument a été inauguré le 9 octobre 2001 dans le parc ferroviaire de Vanadzor. Le 3 décembre 2008, à Erevan a été inauguré le Mémorial des Réprimés, construit en aval de l'avenue Azatutyan, sur la plate-forme supérieure de la Cascade, où se trouve le mémorial dédié au 50e anniversaire de l'établissement de l'ordre soviétique en Arménie.
Dans la littérature les répressions staliniennes sont notamment évoquées par Gourguen Mahari dans son livre "Les barbelés en fleur" (1965) qui décrit les très dures conditions de vie au goulag selon l'historienne Aysenur Korkmas les survivants du génocide arménien firent un parallèle entre le génocide et les répressions staliniennes.

## Sources
En arménien
- Manukyan Armenak / Répressions politiques en Arménie 1920-1953. - Erevan. "Confrontation" - Maison d'édition Ani, 1999 - 264 pages.
- Les répressions de Staline en Arménie. Histoire, mémoire, vie quotidienne / H. Kharatyan, G. Shagoyan, H. Maroutian, L. Abrahamyen ; Institut d'archéologie et d'ethnographie de l'Académie nationale des sciences de la République d'Arménie, Centre arménien Hazarashen de recherche ethnologique, Institut de coopération internationale de l'Association des écoles supérieures nationales d'Allemagne, Association des écoles supérieures nationales d'Allemagne, Erevan, NAS de RA "Sciences",  (ISBN 9785808011854), 2015, 439 pages

En russe
- У порога в ад / Размик Еремян. - Erevan : Gitutyun, 2004. - 63 с., [2] л. ill., portr.; 20 cm.;  (ISBN 5-8080-0590-6)
- Histoire de la dissidence en URSS : Nouvelle période / Lyudmila Alekseevna ; Moscou. группа компьютерния ипециальнию Hels. les accords. -M. : Зацепа, 2001. - 382 s.; 24 cm.;  (ISBN 5-94168-008-2)
- Les bouleversements sociaux dans le destin des nations [Texte] : (sur l'exemple de l'Arménie) / G. Homizuri. - Moscou : Intellect, 1997. - 416 p. : onglet., télécopie.; 23 cm.;  (ISBN 5-87047-036-6) (par.)